# Antechiniscus
Genre
Antechiniscus est un genre de tardigrades de la famille des Echiniscidae.

## Liste des espèces
Selon Degma, Bertolani et Guidetti, 2013 :
- Antechiniscus conversus (Horning & Schuster, 1983)
- Antechiniscus jermani Rossi & Claps, 1989
- Antechiniscus lateromamillatus (Ramazzotti, 1964)
- Antechiniscus moscali Claxton, 2001
- Antechiniscus parvisentus (Horning & Schuster, 1983)
- Antechiniscus perplexus (Horning & Schuster, 1983)

## Publication originale
- Kristensen, 1987 : Generic revision of the Echiniscidae (Heterotardigrada), with a discussion of the origin of the family. Collana U.Z.I. Selected Symposia and Monographs, no 1, p. 261-335.